# 매춘 5
"매춘 5 - 귀여운 창녀편"(賣春 5, Prostitution 5)은 한국에서 제작된 김성수 감독의 1995년 드라마, 에로 영화이다. 하예송 등이 주연으로 출연하였고 정경희 등이 제작에 참여하였다.

## 출연

### 주연
- 하예송
- 김정윤

### 조연
- 박결
- 한명환
- 유성
- 오선정

## 기타
- 제작담당: 차윤영
- 촬영부: 김기덕
- 촬영부: 박해충
- 촬영부: 김상우
- 조명: 한덕후
- 조명부: 조대영
- 조명부: 황순욱
- 조명부: 유철
- 조명부: 양활석
- 연출부: 정종철
- 연출부: 박풍원
- 스크립터: 원일구
- 녹음: 이성근
- 음향효과: 양대호
- 특수효과: 한용
- 분장: 함현정
- 분장: 이승혜
- 의상: 정미숙
- 의상: 이은수
- 개봉관: 명화